# Ейрікур Орн Норддал
Ейрікур Орн Норддал (ісл. Eiríkur Örn Norðdahl; нар. 1 липня 1978) — ісландський письменник. Довгий час він був відомий насамперед як поет-експериментатор, проте нині вважається одним із найвидатніших прозаїків Ісландії.

## Біографія
Ейрікур Орн народився в Рейк'явіку, виріс в Ісафьордурі. За словами Ейрікура, він розпочав кар'єру письменника приблизно у 2000 році, хоча часто підробляв на багатьох інших роботах, переживаючи періоди значних фінансових труднощів. Приблизно з 2002—2004 рр. він жив у Берліні, а протягом наступних десяти років — у різних країнах Північної Європи, зокрема в Гельсінкі (бл. 2006—2009 рр.) та Оулу (бл. 2009—2011 рр.). У 2004 році Ейрікур був одним із засновників ісландського авангардного поетичного колективу Nýhil, який виступив організатором різних поетичних заходів та засновником видавництва; ця співпраця проіснувала приблизно до 2010 року У 2009—2011 роках Орн був автором-учасником в The Reykjavík Grapevine.
Ейрікур Орн одружений; його перша дитина народилася в 2009 році

## Нагороди
У 2008 році Ейрікур Орн отримав нагороду ісландських перекладачів за переклад туретичного роману Джонатана Летема «Бруклін без матері». Його поетична анімація Höpöhöpö Böks отримала почесну відзнаку в 2010 році на Zebra Poetry Film Festival Berlin.
2012 року Ейрікур Орн отримав Ісландську літературну премію в категорії художня література та поезія. Також 2012 року він отримав Премію книгарів за свій роман «Illska» (Зло).

## Твори

### Поезія
Ейрікур Орн відомий на міжнародному рівні своєю поезією, більшість з якої є звуковою або мультимедійною, і яку він виконує на численних концертах. Чимало поетичних творів перекладено різними мовами. Його видані збірки:
- Óratorrek: Ljóð um samfélagsleg málefni (Reykjavík: Mál og menning, 2017)
- Plokkfiskbókin (Reykjavík: Mál og menning, 2016)
- Hnefi eða vitstola orð, Mál & menning, 2013
- IWF! IWF! OMG! OMG!, поетична збірка, перекладена німецькою, перекладачі: Jón Bjarni Atlason, Alexander Sitzmann
- Ú á fasismann — og fleiri ljóð, Mál & menning, 2008
- Þjónn, það er Fönix í öskubakkanum mínum, Nýhil, 2007
- Handsprengja í morgunsárið, з Ingólfi Gíslasyni, Nýhil, 2007
- Blandarabrandarar, Nýhil, 2005
- Nihil Obstat, Nýhil, 2003
- Heimsendapestir, Nýhil, 2002
- Heilagt stríð: runnið undan rifjum drykkjumanna, self-published, 2001

### Романи
Ейрікур Орн в Ісландії відомий своїми романами, яких він наразі опублікував шість:
- Hans Blær, Mál og Menning, 2018
- Heimska, Mál og Menning, 2015
- Illska, Mál og Menning, 2012
- Gæska: Skáldsaga, Mál og Menning, 2009
- Eitur fyrir byrjendur, Nýhil, 2006 (шведською: Gift för nybörjare, trans. by Anna Gunnarsdotter Grönberg (Rasmus) та німецькою: Gift für Anfanger)
- Hugsjónadruslan, Mál og Menning, 2004

### Есеї
- Booby, be Quiet!, Helsinki: Poesia, 2011
- Ást er þjófnaður, Perspired by Iceland/SLIS (Sumarbúðir LIsthneigðra Sósíalista), 2011